# Sommier (architecture)
Pour les articles homonymes, voir Sommier.

Le sommier et le contre-sommier.

Sommier d'un arc : claveau (entre le no 3 et le no 4) reposant directement
sur le sommet du piédroit.

Selon les corps de métier, le sommier peut désigner différents éléments :
- dans la maçonnerie traditionnelle, le sommier est une pierre de grande dimension qui sert à répartir des contraintes de compression dans la maçonnerie courante, elle est placée en des points critiques de l'ouvrage : aux extrémités des arcs et des plates-bandes, de certaines voûtes, sous la base des colonnettes en fonte ou de poteaux métalliques, sous les appuis des poitrails (les poitrails sont des linteaux de grande dimension extrêmement chargés, par exemple au-dessus d'une baie de boutique), etc.
Le plus fréquemment, le sommier est le claveau d'un arc, d'une plate-bande ou d'une voûte qui porte directement sur le piédroit, son lit de pose est horizontal, alors que son lit d'attente est incliné ;
- en charpenterie, le sommier est l'ouvrage qui porte les cloches dans un clocher.
C'est aussi la pièce horizontale située le long d'un mur qui supporte l'extrémité des solives. Cette pièce est généralement soutenue par des corbeaux ;
- en serrurerie, le sommier est la barre transversale d'une grille percée de trous, dans laquelle sont engagés les barreaux.